# ホンダ・HSC
ホンダ・HSC（エイチエスシー）とは、2003年の第38回東京モーターショーの本田技研工業ブースに、参考展示されたコンセプトカー。車名は「Honda Sports Concept」の頭文字。

## 概要
「S500から始まるHondaのスポーツDNAを継承する、新次元ピュアスポーツの提案」と発表した。NSXと同様のミッドシップエンジン・リアドライブ(MR)であり、V型6気筒エンジンを横置きに搭載、最高出力は300馬力を超えるとされた。コンセプトカーらしく非現実的な装備が施されていた。
そのボディデザインやサイズがNSXに近似しており、当時既に近い将来に生産終了が囁かれていたNSXの後継車種のモデルになるものかと臆測されたが、（のちのHSV-010の開発が発表され）HSCはNSXの後継車種には位置づけられなかった。
HSCも他のコンセプトカーと同様に、「グランツーリスモ4」のほか、「グランツーリスモPSP」と「グランツーリスモ5」「グランツーリスモ6」に収録されている（ただし、後者3作品は前者グランツーリスモ4のデータを流用している）。